# Manambaro
Manambaro est une commune rurale malgache située dans de District de Fort-Dauphin et à 28 kilomètres du Chef-lieu de District et qui est à la fois le Chef-lieu de la Région, cette commune rurale se localise dans la partie sud de la région d'Anosy.

## Démographie
Manambaro est une commune multiethnique, peuplée de Tanosy, Tandroy, Tavaratsy, Tesaka, Merina et Betsileo notamment.